# Molossops mattogrossensis
Molossops mattogrossensis es una especie de murciélago de la familia Molossidae.

## Distribución geográfica
Se encuentra en Brasil, Colombia, Venezuela y Guayana.